# Tea gown

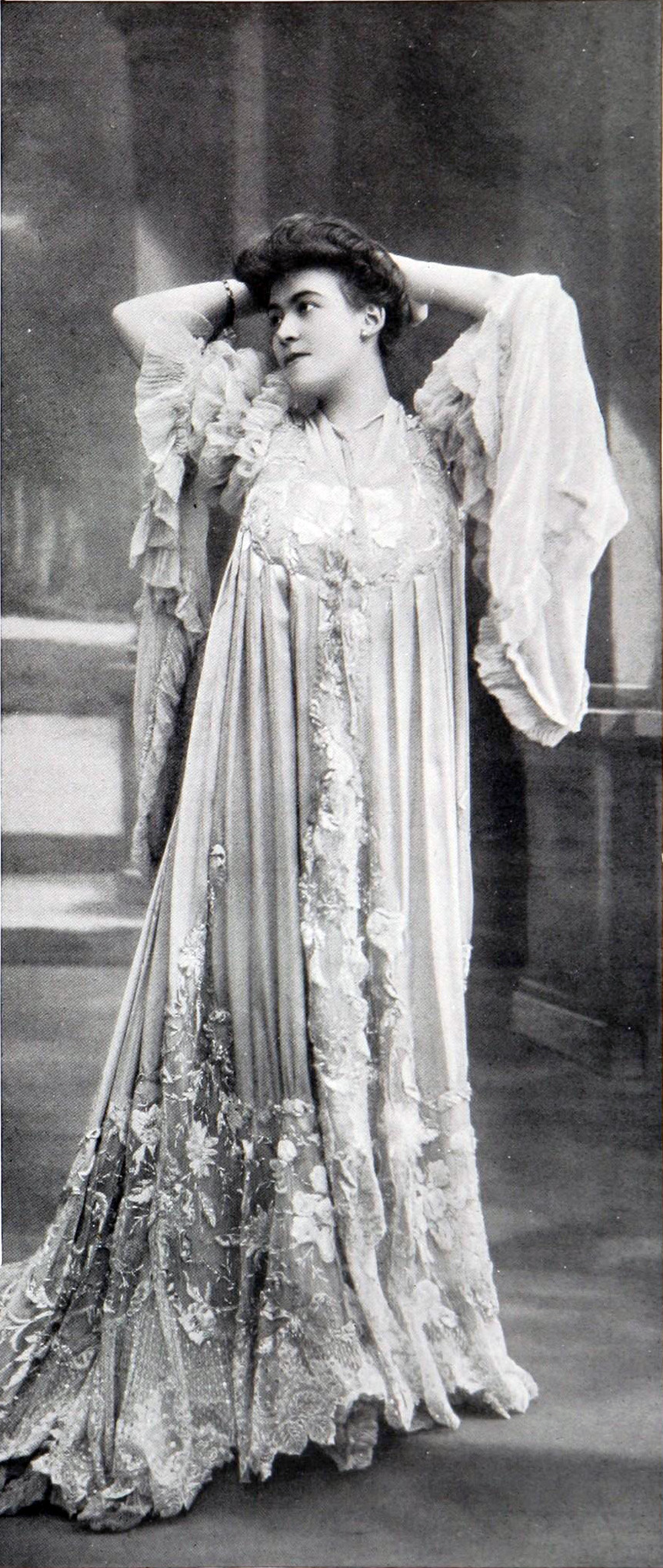
Tea-gown par Redfern 1905 bilden är beskuren

Tea gown eller teklänning var en klänningsmodell populär under andra hälften av 1800-talet och början av 1900-talet. Det var en klänning gjord i en lös och bekväm modell som inte följde det rådande formella modet och som användes som informell klädsel i hemmet av kvinnor ur medel- och överklassen.

## Historik
Modellen utvecklades under 1860- och 70-talet, när den rådande modedräkten var mycket obekväm, och kvinnor ville slippa bära den varje dag. 
Tea gown sägs ha inspirerats av klädedräkten i Fjärran Östern, så som den japanska kimonon (Japan hade öppnats för västerlandet genom Meijirestaurationen år 1868). Dess syfte var att den skulle gå att ta på utan hjälp och att den skulle bäras utan en korsett eller några ställningar under kjolen. Den karaktäriserades därför av att vara lös och enkel i modellen, med ostrukturerade linjer och i svala tyger med långa lösa ärmar, men var inte en morgonrock. Eftersom man ändå gärna ville att den skulle motsvara tidens krav på elegans, var det vanligt att teklänningen var dekorerad och ryschig. 
I början, under 1860-talet, uppfattades Tea gown som ett så informellt plagg att den endast bars hemma i familjekretsen när en kvinna ville slippa klä på sig helt i den då obekväma modeklänningen. Det ansågs inte passande att bli sedd i den av någon annan än familjen, eftersom man inte ansågs vara fullt påklädd i den, men den var mycket populär för vardagsbruk i hemmet. 
Vid sekelskiftet 1900 hade det blivit accepterat att bära teklänningen även inför andra människor än familjemedlemmar, och klänningen började därför kallas just teklänning, eftersom den blev den klänning en värdinna gärna bar då hon tog emot vänner på te i hemmet. Teklänningar blev vid denna tid mycket glamourösa och pyntade, men behöll sin lösa och bekväma modell. Från att tidigare ha varit ett informellt bruksplagg, blev glamourösa och pyntade teklänningar ett uppmärksammat modeplagg som fick en framskjuten plats i början av 1900-talet.
Teklänningen försvann cirka 1920 eftersom moderevolutionen vid den tidpunkten gjorde att den påminde så mycket om den nya modedräkten att den inte längre gick att skilja från de klänningar som annars bars. Namnet tea gown fortlevde dock för klänningar som skulle bäras för informella tebjudningar i hemmet, och som gärna skulle vara pyntade och glamourösa. En efterföljare var den så kallade hemmaklänningen, som också var lös och bekväm och gärna bars som hemmaklädsel under 1900-talet. 

## Galleri

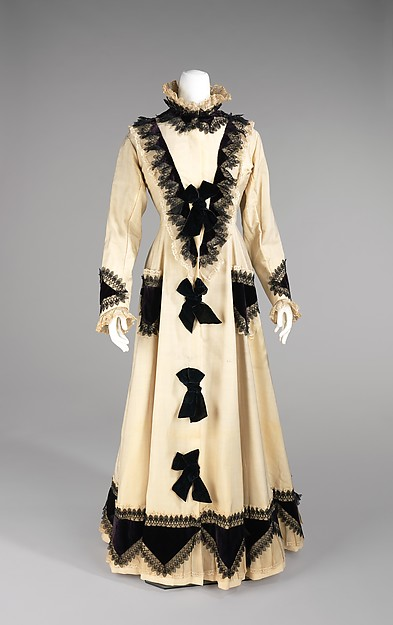
Tea dress, 1875
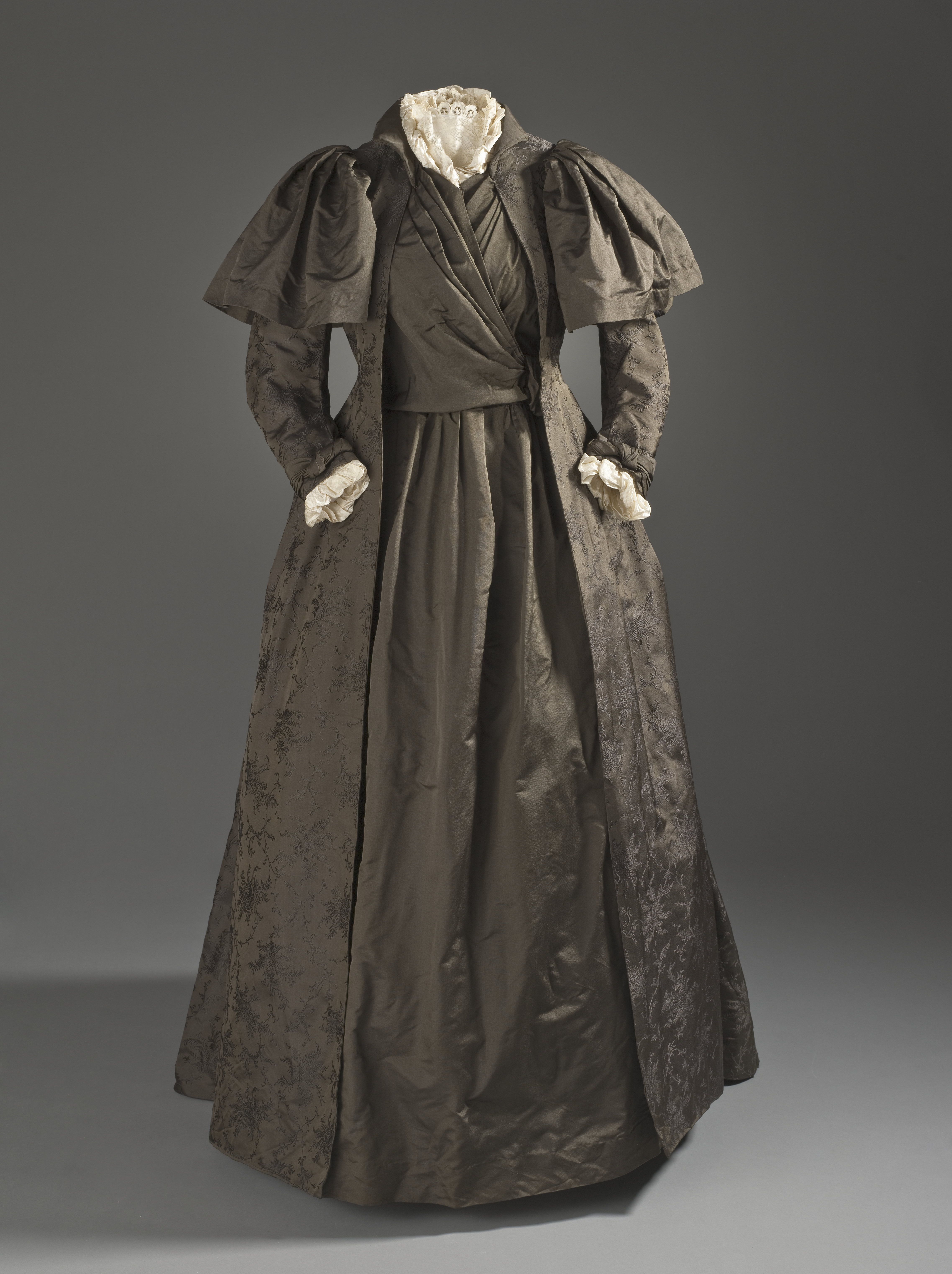
Liberty and Company tea gown c. 1887
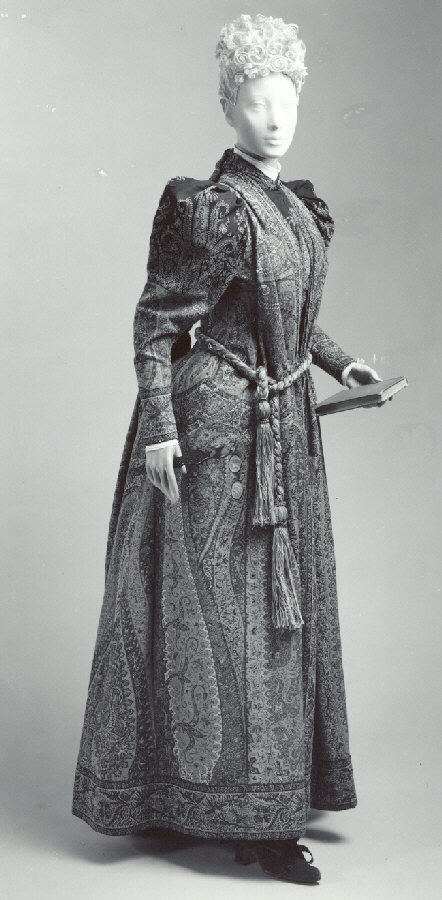
Tea gown, 1891